# Lilioceris apicalis
Lilioceris apicalis là một loài bọ cánh cứng trong họ Chrysomelidae. Loài này được Yu in Yu miêu tả khoa học năm 1992.